# Моніка Даль
Моніка Аня Даль (нар.. 10 липня 1975) — біла намібійська плавчиня німецького походження, Даль змагалася у літніх Олімпійських іграх 1992 і 1996 років. Вона була однією з перших намібійських спортсменів, що брали участь в Олімпійських іграх.